# 太平达鲁力端国民中学
太平达鲁力端国民中学（简称 SMK Darul Ridwan），是馬來西亞霹靂州的一所国民中学，校址位於太平市的依祖丁沙路。

## 历任校长
1. 李修康（译音）（1965年1月11日—1977年7月11日）
2. P.G.K.么农（1977年7月12日—1979年12月31日）
3. 阿都哈林·阿杜，PPT（1980年1月1日—1983年3月15日）
4. 沙拉·莫哈末·胡先，PPT（1983年3月16日—1988年1月31日）
5. 目达利·哈幸，BKM（1988年2月1日—1988年12月31日）
6. 巴拉苏波马尼安，PPT（1989年1月1日—1992年1月15日）
7. 阿莫德扎卡·阿都瓦哈（1992年1月16日—1992年10月15日）
8. 赞莫里·阿都拉（1992年10月16日—2005年8月30日）
9. 呀哈亚·阿都瓦哈（2005年10月16日—2008年6月30日）
10. 鲁斯里（2008年7月1日—2014年5月11日）
11. 阿莫吴斯尼（2014年5月12日—2015年2月27日）
12. 祖白帝拉

## 学生职位
- 学长（Ketua Pelajar）
- 巡查员（Pengawas）
- 图书馆理员（Pengawas Pusat Sumber）
- 学校贩卖员（Pengawas Koperasi）
- 课本代理员（Skuad S.P.B.T）
- 阅报员（Skuad Nilam）
- P.R.S（Pembimbing Rakan Sebaya）
- 程序组员（Pengawas Pusat Akses）

## 课外活动

### 制服团体（Unit Beruniform）
- 童子军（Pengakap）
- 圣约翰救伤队（St. John Ambulance）
- 少年军（Kadet Remaja Sekolah）
- 华乐团（Okestra Cina）
- 女童军（Pandu Puteri）
- Renjer Puteri
- 伊斯兰公主军（Puteri Islam）

### 学会与组织（Kelab Akademik & Persatuan）
- 马来文学会（Persatuan Bahasa Melayu）
- 英文学会（English Society）
- 华文学会（Persatuan Bahasa Cina）
- 淡米尔文学会（Persatuan Bahasa Tamil）
- 伊斯兰教学会（Persatuan Agama Islam）
- 印度学会（Persatuan Agama Hindu）
- 佛学会（Persatuan Agama Buddha）
- 数学学会（Persatuan Matematik）
- 科学学会（Persatuan Sains）
- 历史学会（Persatuan Sejarah）
- 地理学会（Persatuan Geografi）
- 生活技能学会（Persatuan Kemahiran Hidup）
- 美术学会（Persatuan Pendidikan Seni Visual）
- Kelab I.S.C.F
- Kelab Kebajikan
- Kelab Konsumer dan Kesihatan
- 道路安全学会（Kelab Keselamatan Jalan Raya）
- 防罪案学会（Kelab Pencegahan Jenayah）
- Kelab JCI Junior
- 电脑学会（Kelab Komputer）
- 国家原则学会（Kelab Rukun Negara）
- 图书馆学会（Kelab Pusat Sumber）
- 课本代理学会（Kelab SPBT）
- Kelab Ekonomi Rumah Tangga
- 音响学会（Kelab P.A System）
- 辅导学会（Kelab Bimbingan & Kaunseling）
- 合作社学会（Kelab Koperasi）

### 运动（Sukan/Permainan）
- 羽球（Badminton）
- 田径（Olahraga)
- 足球（Bola Sepak）
- 手球（Bola Baling）
- 篮球（Bola Keranjang）
- 排球（Bola Tampar）
- 英式篮球（Bola Jaring）
- Sofbol
- 韵律操（Senamrobik）
- 藤球（Sepak Takraw）
- 象棋（Catur）
- 保龄球（Boling）
- 室内游戏（Permainan Dalaman）
- 射箭（Memanah）
- 乒乓球（Ping Pong）